# 주발버섯목
주발버섯목(학명: Pezizales 페지잘레스[*])은 자낭균문에 속하는 목이다. 16개 과 199속 1683종으로 이루어져 있다.

## 하위 분류
| - 게딱지버섯과 (Discinaceae) - 곰보버섯과 (Morchellaceae) - 귀버섯과 (Otideaceae) - 덩이버섯과 (Tuberaceae) - 땅해파리과 (Rhizinaceae) - 술잔버섯과 (Sarcoscyphaceae) - 안장버섯과 (Helvellaceae) - 예쁜술잔버섯과 (Caloscyphaceae) - 주발버섯과 (Pezizaceae) - 털고무버섯과 (Sarcosomataceae) | - 털접시버섯과 (Pyronemataceae) - Ascobolaceae - Ascodesmidaceae - Carbomycetaceae - Chorioactidaceae - Glaziellaceae - Karstenellaceae - 미분류 과 - Orcadia |